# Tony Jay
Pour les articles homonymes, voir Jay.
Tony Jay (né le 2 février 1933 et mort le 13 août 2006 au Cedar Sinai hospital de Los Angeles aux États-Unis), est un acteur britannico-américain. Ancien membre de la Royal Shakespeare Company, il est connu pour avoir sa voix de baryton, qu'il a prêté pour la radio et à plusieurs personnages en animation, au cinéma et dans des jeux vidéo, souvent pour des rôles de méchants ou autoritaires, comme Claude Frollo dans Le Bossu de Notre-Dame, Shere Khan dans Le Livre de la Jungle 2 (succédant à George Sanders), ou l'Ancien dans la série de jeux vidéo Legacy of Kain.

## Filmographie
- 1970 : Lied In My Hart : Rudi
- 1973 : The Winners (en) : Natie Kaplan
- 1974 : La Chute des aigles (Fall of Eagles) (feuilleton TV) : Tsar Alexander III
- 1975 : Guerre et Amour (Love and Death) : Vladimir Maximovitch
- 1978 : L'Empire du Grec (The Greek Tycoon) de J. Lee Thompson : Doctor
- 1981 : Timon of Athens (TV) : Merchant
- 1981 : Bandits, bandits (Time Bandits) : Voice of supreme being (voix)
- 1987 : La Petite Dorrit (Little Dorrit) : Doctor
- 1988 : Circus (en) (TV) : Conrad Simpson
- 1988 : Jumeaux (Twins) : Werner
- 1988 : J'ai épousé une extra-terrestre (My Stepmother Is an Alien) : Council Chief
- 1989 : The Easter Story (vidéo) (voix)
- 1990 : Peter Pan et les Pirates (Peter Pan and the Pirates) (série TV) : Alf Mason (voix)
- 1990 : Rainbow Drive (TV) : Max Hollister
- 1991 : Beasties : Frankie
- 1991 : Absolute Strangers (en) (TV) : Weisfeld
- 1991 : Dynasty: The Reunion (en) (TV) : Dr Jobinet
- 1991 : La Belle et la Bête (Beauty and the Beast) : Monsieur D'Arque (voix)
- 1992 : Tom et Jerry: Le film (Tom and Jerry: The Movie) : Avocat Monsieur Lèchebotte (voix)
- 1993 : Mighty Max : Virgil (voix)
- 1993 : Bêtes comme chien (2 Stupid Dogs) (série TV) : Chief (voix)
- 1993 : Fugitive Nights: Danger in the Desert (TV)
- 1993 : Loïs et Clark : Les Nouvelles Aventures de Superman (TV) : Nigel (Saison 1 et 2)
- 1994 : Super Zéro (série TV) : Chairface Chippendale (voix)
- 1994 : Scooby-Doo et les Contes des mille et une nuits' (Scooby-Doo in Arabian Nights) (TV)
- 1994 : Skeleton Warriors (en) (série TV) : The Narrator of Golden Skull (voix)
- 1994 : Poucelina (Thumbelina) : Cow
- 1994 : ReBoot (série TV) : Megabyte (voix)
- 1987 : Tortues Ninja ("Teenage Mutant Ninja Turtles") (série TV) : Dregg (1995-1996) (voix)
- 1996 : The Savage Dragon (série TV) : Overlord (voix)
- 1996 : Siegfried & Roy: Masters of the Impossible (vidéo) : Additional Voices (voix)
- 1996 : Bruno the Kid: The Animated Movie (en) (vidéo) : Jarlesburg
- 1996 : Tous les chiens vont au paradis II (All Dogs Go to Heaven 2) (voix)
- 1996 : Le Bossu de Notre-Dame (The Hunchback of Notre Dame) : Juge Claude Frollo (voix)
- 1996 : Bruno the Kid (en) (série TV) : Jarlesburg (voix)
- 1996 : Superman: The Last Son of Krypton (TV) : Sul-Van (voix)
- 1996 : Mighty Ducks (série TV) : Wraith (voix)
- 1996:Mortanius/William le Juste (jeu vidéo) Blood Omen: Legacy of Kain (voix)
- 1997 : Mighty Ducks, le film (vidéo) : Wraith (voix)
- 1997 : ReBoot: The Ride : Megabyte (voix)
- 1998 : Fievel et le Trésor perdu (An American Tail: The Treasure of Manhattan Island) (vidéo) : Toplofty (voix)
- 1998 : Les Razmoket, le film (The Rugrats Movie)  de Norton Virgien et Igor Kovaljov : Dr Lipschitz (voix)
- 1998 : Invasion America ("Invasion America") (série TV) : The Dragit (1998) (voix)
- 1999 : Civil War Combat: The Wheatfield at Gettysburg (TV) : Narrator
- 1999 : Xyber 9: New Dawn (en) (série TV) : Machestro
- 1999 : Civil War Combat: America's Bloodiest Battles (TV) : Narrator
- 1999 : Au service de la loi ("To Serve and Protect") (feuilleton TV) : Police Pathologist
- 1999 : Mickey Mouse Works (série TV) : Ostrich (voix)
- 1999:Ancien/Zephon (jeu vidéo):Legacy of Kain: Soul Reaver (voix)
- 1999 : Austin Powers : l'espion qui m'a tirée (Austin Powers: The Spy Who Shagged Me) : Narrator (voix)
- 1999-2003 : Mona le vampire (Mona the Vampire) : Perceval McLeach (voix)
- 2001 : The Gene Pool (TV) : Renfeld
- 2001 : Tous en boîte (Disney's House of Mouse) (série TV) : Magic Mirror / Shere Khan / Ostrich (voix)
- 2001 :  The Human Spinning-Top (série télévisée d'animation) : The Worst Enemy (voix) (2001-2006)
- 2001 : La Cour de récré: Vive les vacances (Recess: School's Out) : Dr Rosenthal (voix)
- 2001 : Mon copain Mac héros des étoiles (Race to Space) : Narrater
- 2001 : ReBoot: My Two Bobs (en) (TV) : Megabyte (voix)
- 2002 : La Planète au trésor : Un nouvel univers (Treasure Planet) : Narrator (voix)
- 2003 : Le Livre de la jungle 2 (The Jungle Book 2) : Shere Khan (voix)
- 2003 : Miss Spider's Sunny Patch Kids (en) (TV) : Spiderus (voix)
- 2003 : Les Razmoket rencontrent les Delajungle (Rugrats Go Wild!) : Dr Lipschitz (voix)
- 2004 : Detroit Docona (série TV) : Dr Reginald Styx (voix)
- 2004 : Miss Spider (série TV) : Spiderus
- 2004: Le narrateur (voix) dans le jeu vidéo The Bard's Tale
- 2004: X-Men Legends : Magnéto (voix)
- 2007 : Albert Fish (en) : Narrator